# Toe Fat
Toe Fat war eine englische Rockband, die von 1969 bis 1971 aktiv war.

## Bandgeschichte
1969 tat sich Cliff Bennett, nachdem er seine vorherige Band aufgelöst hatte, mit den Überresten der Gruppe The Gods zusammen und gab der neuen Band den Namen Toe Fat. Zur ursprünglichen Besetzung gehörten Ken Hensley (Keyboards, Gitarre), John Glascock (Bass; Glascock ersetzte den anfänglichen Bassisten John Konas) und Lee Kerslake (Schlagzeug).
Nach dem Debütalbum Toe Fat (1970) verließen zunächst Hensley, dann Kerslake die Gruppe und bildeten mit David Byron, Paul Newton und Mick Box Uriah Heep. Für sie kamen Brian Glascock (Schlagzeug) und Alan Kendall (Gitarre).
Als auch das zweite Album Toe Fat Two (1971) kein kommerzieller Erfolg wurde, wurde das Projekt Toe Fat beendet.

## Diskografie
- 1970: Toe Fat (Rare Earth RS 511 [US] / Parlophone PCS 7097 [UK])
- 1971: Toe Fat Two (Rare Earth RS 525 [US] / Regal Zonophone SLRZ 1015 [UK])